# NGC 1266
NGC 1266 (tên gọi khác là PGC 12131) là tên của một thiên hà hình hạt đậu nằm trong chòm sao Ba Giang. Khoảng cách của nó và trái đất là 29,9 mega parsec. Mặc dù trạng thái hiện tại không phải là "starbrust" (một trạng thái thiên hà đã qua giai đoạn hình thành sao với tỉ lệ cực đại ở một khoảng thời gian lâu) mà nó chỉ vừa qua giai đoạn hình thành sao với tỉ lệ cực đại chỉ trong thời gian ngắn. Tỉ lệ hình thành sao mới với tỉ lệ lớn nhất bắt đầu giảm dần cách đây 500 triệu năm trước. NGC 1266 có một nhân thiên hà hoạt động.
Một dòng chảy Hydro có khối lượng rất lớn (khoảng 2.4 × 107 lần khối lượng mặt trời) xuất phát từ nhân thiên hà với tỉ lệ 110 khối lượng mặt trời yr−1. Ít hơn 2% khối lượng khí thoát ra từ thiên hà.
Tỉ lệ hình thành sao hiện tại của nó là gần bằng 0,87 M khối lượng mặt trời trong một năm, điều này thì thấp hơn bình thường khi so với các thiên hà có cùng thuộc tính của nó. Để giải thích cho điều này, các nhà nghiên cứu đã đưa ra giả thuyết rằng có thể nhân thiên hà hoạt động đã điều khiển dòng chảy các phân tử của nó vào trong vùng trung tâm để ngăn sự sụp đổ hấp dẫn của các đám mây phân tử.

## Dữ liệu hiện tại
Theo như quan sát, thiên hà này là thiên hà nằm trong chòm sao Ba Giang và dưới đây là một số dữ liệu khác:
Xích kinh 03h 16m 00.7s
Độ nghiêng −02° 25′ 38″
Giá trị dịch chuyển đỏ 0.007238 ± 0.000017
Vận tốc xuyên tâm 2170 ± 5 km/s
Loại thiên hà S0